# Montana Jones
Montana Jones (モンタナ・ジョーンズ Montana Jonzu?) es una serie de anime de comedia y aventuras difundida en Japón en NHK desde el 2 de abril de 1994 hasta al 8 de abril de 1995. Studio Junio (Japón) y REVER (Italia) crearon y produjeron los 52 episodios de la serie.
Montana es similar a la serie Sherlock Hound, de la empresa italiana RAI y la japonesa TMS Entertainment, creada diez años atrás (1984). Los caracteres de Montana fueron de "felinos" y en la serie de Sherlock Hound fueron perros.
La serie está ambientada en los años 30, y se basa en las aventuras de Montana que va con su primo Alfred Jones a descubrir tesoros por todo el mundo, 
y acompañados por la joven y bella Melissa Sone, que visitán monumentos o ciudades importantes como el Taj Mahal o Estambul. Pero siempre hay un malvado, como es Lord Zero. La serie está ambientada en las aventuras de Indiana Jones. La serie es japonesa, pero aparte se creó una versión francesa para Europa.

## Sinopsis
Boston, año 1930: Montana, junto con su primo Alfred y la periodista Melisa Sone, viajan alrededor del mundo en el hidroavión de Montana para buscar tesoros cada vez que reciben instrucciones del profesor Gerrit, quien siempre se las envía en discos de pizarra. Su enemigo es Lord Zero, un rico ladrón de tesoros que es acompañado por sus dos secuaces Slim y Slam, y el doctor Nitro, un inventor que crea aparatos para que a Zero le sea más fácil encontrar los tesoros, pero que siempre acaban mal por culpa de Montana y con el aparato roto.

## Personajes principales

### Montana
Es el personaje principal. Es valiente y no tiene miedo de realizar cosas peligrosas; al contrario, se divierte. Junto a su primo Alfred busca tesoros encomendados por el profesor Gerrit. Los planes son estropeados frecuentemente por Lord Zero. Montana trabaja en el restaurante de su tía, la madre de Alfred, para así financiar las reparaciones de su querido hidroavión (en el episodio «El misterio del Monte Saint-Michel» se sabe que el avión es un SuperMarina GS). Vive en algún lugar del puerto de Boston. Se cree que está enamorado de Melissa. El aspecto del personaje está inspirado en Indiana Jones.

### Alfred
Es el primo de Montana, un poco regordete. Le gusta estudiar viejas culturas, extraños idiomas y tesoros. Por otra parte, es todo lo contrario a Montana, no le gusta viajar, odia el peligro y no sabe nadar, aunque esto no impide que hagan un muy buen equipo. Alfred quiere mucho a su madre y le encantan los espaguetis a la boloñesa, que muchas veces prepara en sus viajes para comer.

### Melissa
Melissa suele ayudar a Montana y Alfred. Ella es una periodista y disfruta yendo de compras y recorriendo aventuras con los dos arqueólogos.

### Lord Zero
Es el enemigo de los primos, pero sobre todo al que más aborrece es a Montana, porque siempre le chafa los planes. Es un hombre de muy mal humor y muy avaro, y lo que más detesta cuando pierde, es la frase que Nitro le dice: «Lo siento, no habría pasado si se me hubiera dado más tiempo y dinero».

### Slim y Slam
Son los dos secuaces de Lord Zero, ellos se encargan de los trabajos sucios. Slam es el más delgado y alto y un poco más listo que Slim. Slim es grande y gordo, pero es muy muy torpe, tanto que Montana lo ha llegado a engañar.

### Doctor Nitro
Nitro es el tercer secuaz de Lord Zero, pero no se encarga de los trabajos sucios, sino de crear las máquinas para que a Zero le cueste menos trabajo encontrar los tesoros. Pero siempre sus máquinas son destrozadas por el ingenio de Montana y cuando Lord Zero le regaña, le responde siempre que si se le hubiera dado de más tiempo y presupuesto, no se les habrían estropeado los planes de su jefe.

### Tía Agatha
Es la madre de Alfred y la tía de Montana. Tiene un muy mal humor cuando se enfada. En su restaurante prepara unos fantásticos espaguetis a la boloñesa y suele estar riñendo a Montana.

## Doblaje (España)
- Montana: Anselmo Herrero
- Alfred: Miguel Ortiz
- Melissa: Leire Núñez
- Tía Agatha: Pilar Ferrero
- Lord Zero: José Manuel Cortizas
- Slim: Víctor Prieto
- Slam: Jon Goiri
- Dr. Nitro: Mikel Gandía
- Profesor Guerit: Francisco Javier Irulegui

## Lista de Episodios y localizaciones
- 01 El medallón de oro de los Mayas
- 02 Aventuras en el Caribe
- 03 El Manuscrito de Praga
- 04 Aventuras en India
- 05 El Tesoro del Dalai-Lama
- 06 El tesoro de la catedral de Santa-Sofía
- 07 La tumba del Faraón
- 08 La espada del rey Arturo
- 09 El código secreto de los Incas
- 10 Contrabando en Chinatown
- 11 El tesoro de Babilonia
- 12 Viaje a España
- 13 La desaparición de Alfred
- 14 Viaje al país de los Vikingos
- 15 En las ruinas de Angkor
- 16 La espada de los templarios
- 17 El misterio del tesoro de Apolo
- 18 Aventuras en Hong Kong
- 19 La máquina volante de Leonardo Da-Vinci
- 20 Visita a Moscú
- 21 El tesoro del rey Matope
- 22 Viaje al país de los canguros
- 23 La estatua de Montecarlo
- 24 Viaje a la isla de Petra
- 25 El misterio de las estatuas de la isla de Pascua
- 26 La campana de oro
- 27 Viaje a Mongolia
- 28 La Corona Real
- 29 En busca del laberinto del rey Minos
- 30 El barco de oro
- 31 La estatua de oro de Karnar
- 32 El tesoro del Califa
- 33 Rumbo a Lisboa
- 34 Viaje en Transilvania
- 35 El barco del rey Tolomeo IV
- 36 Aventuras en China
- 37 El tesoro del imperio Otomano
- 38 El tesoro del lago Baikal
- 39 El collar de la Reina
- 40 Viaje a la isla de Java
- 41 El misterio del Monte Saint-Michael
- 42 Paseo sobre el Rhin
- 43 El templo de Artémis
- 44 Tras la pista de los ancestros de los indios
- 45 Aventuras en Etruria
- 46 La carta del emperador de China
- 47 Las Turquesas del Dios Jaguar
- 48 El tesoro de la ciudad antigua
- 49 El secreto del tesoro de Carlos II
- 50 Un túnel extraño
- 51 La armadura de oro del samurai
- 52 Viaje a África

## Páginas
- https://web.archive.org/web/20061212093126/http://www3.nhk.or.jp/anime/montana/caracter/cara.html
- http://www.animenewsnetwork.com/encyclopedia/anime.php?id=1233

- Datos: Q697027